# Puktjärnen (Vitsands socken, Värmland)
Puktjärnen är en sjö i Torsby kommun i Värmland och ingår i Göta älvs huvudavrinningsområde.